# Посацький Богдан Степанович
Богдан Степанович Посацький (19 червня 1942, м. Ряшів, Генеральна губернія, Третій Рейх, нині Підкарпатське воєводство, Польща — 18 жовтня 2020, м. Львів, Україна) — український архітектор, фотохудожник. Кандидат архітектури (1972), професор (2003). Член Національної спілки архітекторів України (1972), член-кореспондент Української академії архітектури (1994), дійсний член Наукового товариства імені Шевченка (2012). Відмінник освіти України (2002)

## Життєпис
Богдан Посацький народився 19 червня 1942 року у місті Ряшів, Генеральна губернія, Третій Рейх (нині — Підкарпатське воєводство, Польща).
У 1946 році переселений, як українець, з батьками до Львова.
Закінчив Львівську середню школу № 8 (1959), Львівський політехнічний інститут (1965, нині Національний університет «Львівська політехніка»).
Працював архітектором у Львівській філії Українського науково-дослідного і проєктного інституту сільського господарства (УкрНДІПросільгосп) у Львові (1965—1970); асистентом (1971—1975), старшим викладачем (1975—1978), доцентом (1978—1993), професором (1993—2020) кафедри архітектурного проєктування Львівського політехнічного інституту;
Помер у Львові 18 жовтня 2020 року. Похований у родинному гробівці на 21 полі Личаківського цвинтаря.

## Доробок
Автор 220 наукових і методичних публікацій — навчальних посібників, монографій, зокрема «Основи урбаністики. Територіальне і просторове планування», «Простір міста і міська культура», «Львів у старому і новому образі» (Ряшів, 2000, українською та польською мовами), співавтор колективної монографії «Архітектура Львова. Час і стилі XIII—XXI століть» (Львів, 2008).
Виступав з лекціями про розвиток архітектури та містобудування міст західноукраїнського регіону у Ряшівській, Вроцлавській, Люблінській, Лодзькій, Кельцькій, Опольській, Щецінській політехніках, беручи участь у міжнародних конференціях семінарах, симпозіумах.

### Фотографія
Зі студентських років Богдан Посацький займається фотографією архітектури і краєвидів. Уперше виставлявся він на виставці фотографій студентів Львівського політехнічного інституту 1964 року. Згодом його фото демонструвалися у Львівському будинку архітектора у 1986 і 1992 роках. Фотовиставка «Стара і нова архітектура Львова» демонструвалася у Гливицях, Любліні, Ряшеві, Лодзі, Вроцлаві, Кракові, Кельцях, Ополі в Польщі.
Місту Львову присвячені цикли його блискучих фоторобіт «Біля Львова і подалі…» (2002—2010), «Личаківський парк» (2009), «Осінь» (2000—2009), «Львів—центр» (2010), «Вежі Львова» (2002—009), «Дахи» (2009—2011), «Львівська телевежа» (2010), «Новобудови Львова» (1960—1980), «Історичне середмістя Львова» (1950—1970), «Львівський аеропорт» (1955—2012) та інші.
У 2001 році брав участь у регіональній виставці краєзнавчої фотографії у Львівському палаці мистецтв з нагоди візиту Папи Римського в Україну.
У 2013 році відбулася виставка у Львівському будинку архітекторів «Культурний краєвид. Міграція форм».

## Родина
Прадід — Іван Посацький (народився у Ракові, нині Івано-Франківська область, у 1841 р.), був учителем, дід — Лев Посацький (1878—1951) народився у Стецевій (нині Івано-Франківська область), здобув юридичну освіту, працював у містечку Ліманова біля Кракова. Тут народився Степан Посацький (1911—1985) — батько Богдана Посацького.

## Нагороди та відзнаки
- Нагрудний знак МОН України «Відмінник освіти» (2002).
- ювілейна медаль «25 років незалежності України» (2016)[3].